# Sechssternegeneral
Sechssternegeneral (engl.: Six Star General) ist ein fiktiver, niemals eingeführter militärischer Offiziersdienstrang der Vereinigten Staaten von Amerika.

## Geschichte

Rangabzeichen eines „General of the Army“ der USA

Am 21. Januar 1955 brachten Bewunderer des Generals Douglas McArthur, der zu diesem Zeitpunkt als General of the Army ein Fünf-Sterne-Rangabzeichen trug, im Senat der Vereinigten Staaten den Entwurf einer Resolution ein, die den Präsidenten ermächtigt hätte, McArthur zum General of the Armies zu ernennen. Der Vorstoß hatte keinerlei Aussicht auf Erfolg und wurde weder zur formellen Debatte noch zur Abstimmung gebracht. In manchen mehr als 50 Jahre später erschienenen Büchern wird der für McArthur vorgeschlagene Dienstrang als Sechssternegeneral bezeichnet.

## General of the Armies
Der Dienstgrad „General of the Armies of the United States“ ist bisher nur dreimal vergeben worden.

### John Pershing
Als im Dezember 1944 der neue Fünf-Sterne-Dienstrang eines General of the Army geschaffen wurde, wurde dem bereits 1919 zum General of the Armies of the United States ernannten John J. Pershing, der als Rangabzeichen auf eigenen Wunsch nicht fünf silberne, sondern vier goldene Sterne auf den Schultern trug, Vorrang vor allen neuen Fünfsternegeneralen verliehen. Obwohl dies lediglich die Anciennität unter den Fünfsternegeneralen betraf, führte es doch zu Spekulationen, dass er zum Sechssternegeneral ernannt worden sei, aber Pershing trug bis zu seinem Tod die vier goldenen Sterne, die er seit 1919 getragen hatte.

### George Washington

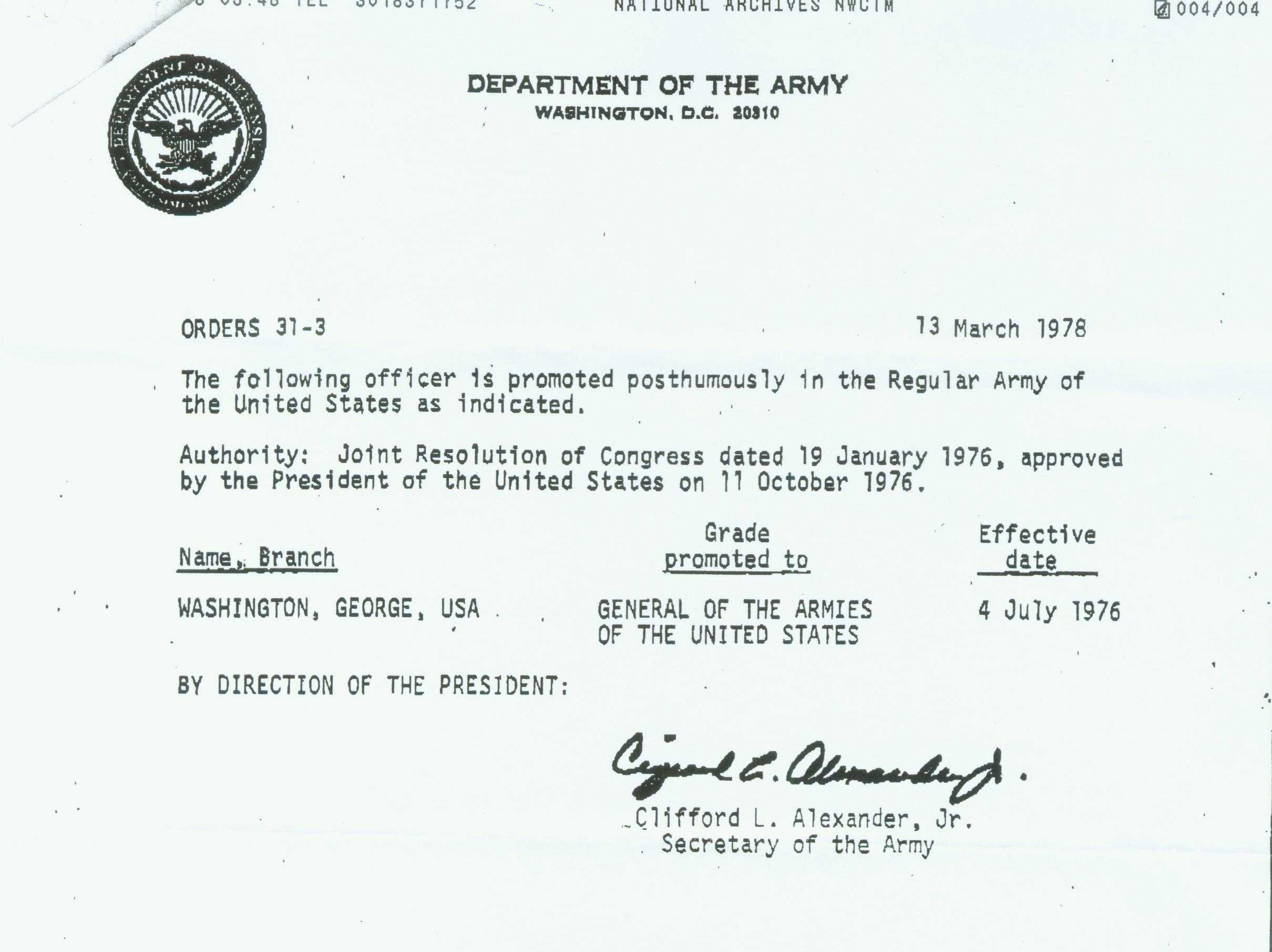
Washingtons Beförderungsurkunde 1976

Anlässlich der 200-Jahr-Feiern der amerikanischen Unabhängigkeit 1976 wurde George Washington von Präsident Gerald Ford postum zum General of the Armies ernannt, mit permanent höherer Anciennität als alle anderen militärischen Befehlshaber der Vereinigten Staaten. Er wurde deswegen von einigen Zeitungen als Sechssternegeneral bezeichnet.

### Ulysses S. Grant
Am 27. April 2022, seinem 200. Geburtsjahr, wurde dem früheren General des Sezessionskrieges (1861–1865) und US-Präsidenten (1869–1877) Ulysses S. Grant postum der Dienstgrad des General of the Armies verliehen.